# Rustam Saidov
Rustam Saidov (n. 6 februarie 1978, Душанбе, URSS) este un boxer ce a reprezentat Uzbekistan, medaliat olimpic. A participat la 2 ediții ale Jocurilor Olimpice (2000, 2004) în care a câștigat o medalie de bronz.